# روبرت أيريس بارنت
روبرت أيريس بارنت (بالإنجليزية: Robert Ayres Barnet)‏ هو كاتب أغاني وشاعر أمريكي، ولد في 1853، وتوفي في 1933.

## معرض صور

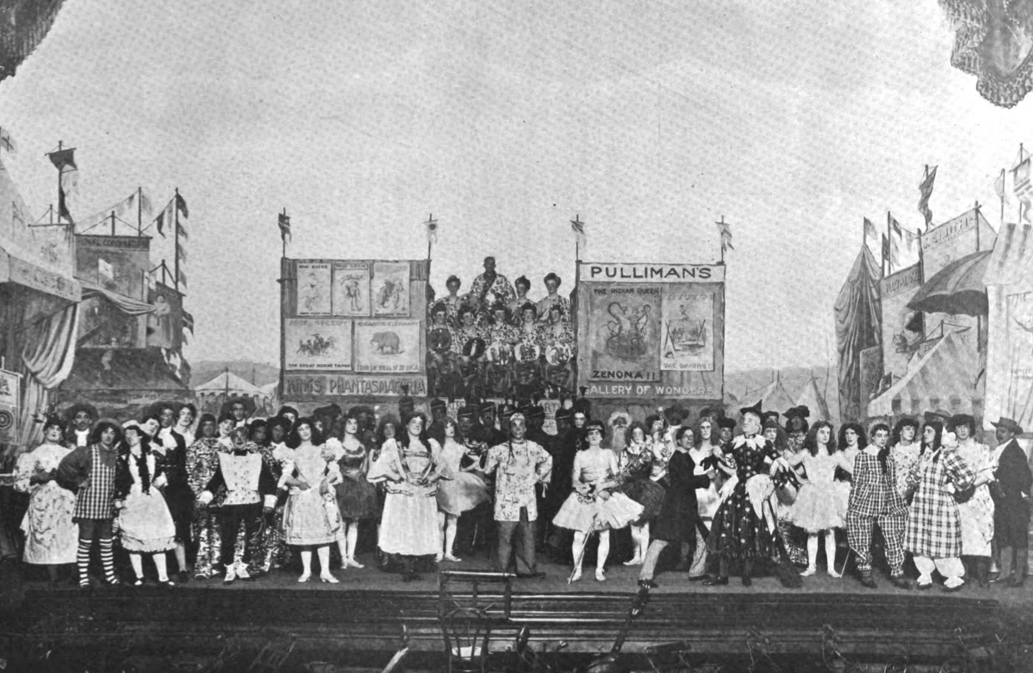
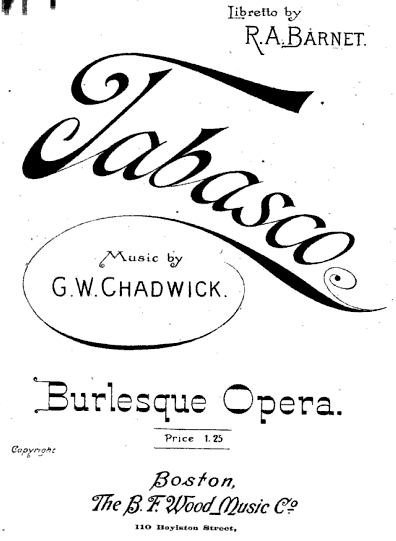
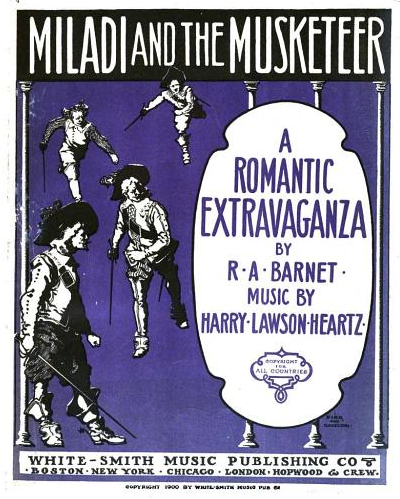
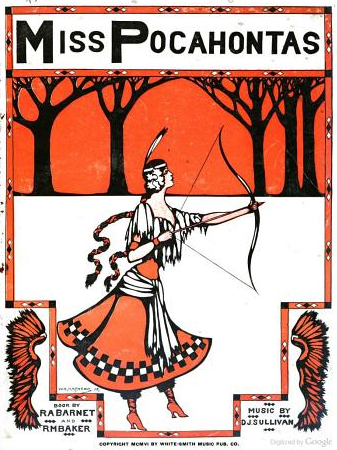
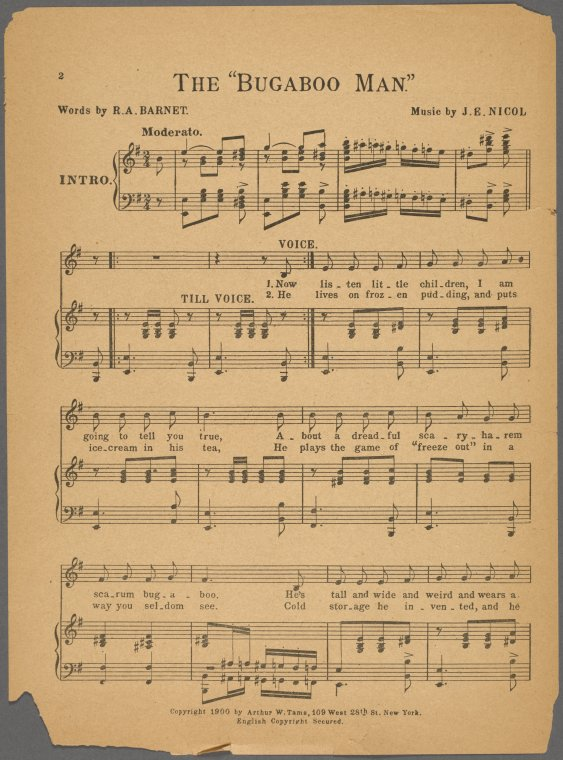

## وصلات خارجية
- روبرت أيريس بارنت على موقع ميوزك برينز (الإنجليزية)
- روبرت أيريس بارنت على موقع قاعدة بيانات برودواي على الإنترنت (الإنجليزية)